# 実業之世界
『実業之世界』（じつぎょうのせかい、英: Jitsugyo no Sekai）は、かつて存在した日本の経済月刊誌。

## 沿革
『実業之世界』は1905年（明治38年）11月、三田商業研究会により『三田商業界』として創刊された。1908年（明治41年）、野依秀市が『実業之世界』と名称を変更し実業之世界社から再創刊。
『実業之世界』から編集者が分派独立して創刊した雑誌には、石山賢吉創刊のダイヤモンド社『週刊ダイヤモンド』（主幹は元日本銀行営業局長伊藤欽亮）、実業之日本社『実業之日本』、『サラリーマン』、『東邦経済』の雑誌がある（1931年調べ）。
『東邦経済』は統制経済論を推進しており、第二次世界大戦中の商工省による商工会議所の日本商工経済会（のち日本経済団体連合会）への改組に寄与した。
『実業之世界』は、1985年5月号で廃刊となった。